# Karaurus
Karaurus (huvud-svans) är ett utdött släkte av stjärtgroddjur som levde under yngre jura  (Oxfordian -Kimmeridgian) Karabastau Svita av Kazakstan. De är ett av de äldsta släktena salamandrarna men känner till. 
Karaurus var ungefär 20 cm lång och kroppsbyggnaden liknar mycket till dagens salamandrar. Det simmade troligen igenom vattendrag och åt sniglar, maskar, kräftdjur och insekter.